# 法拉斯港口
在英國作家約翰·羅納德·魯埃爾·托爾金（J.R.R. Tolkien）的奇幻小說世界中土大陸中，法拉斯港口（Havens of the Falas）是貝爾蘭（Beleriand）西岸的兩座精靈港口城市。
兩座法拉斯港口分別是貝松巴（Brithombar）與伊葛拉瑞斯特（Eglarest），是瑟丹（Círdan）的領地，最終被魔苟斯（Morgoth）發兵摧毀。

## 名字
貝松巴（Brithombar）一名取自辛達語，意思是「貝松河的居所」Dwelling on the Brithon。
伊葛拉瑞斯特（Eglarest）也是辛達語名字，意思是「伊葛林之溪谷」Ravine of the Eglain或「伊格拉河之溪谷」Ravine of the Eglor。伊葛林是指沒有西去維林諾的辛達族精靈，意思是「被遺棄的子民」the Forsaken People，於《精靈寶鑽》則是伊葛拉斯（Eglath）；另一版本的譯名中，伊格拉河（Eglor）是南寧河的原名。

## 地理
法拉斯港口地處貝爾蘭的西部，濱臨貝烈蓋爾海（Belegaer），其所屬的轄境是法拉斯（Falas）。
貝松巴位於貝松河（Brithron）的出口，而伊葛拉瑞斯特則座落在南寧河（Nenning）河口，兩條河流均發源自西貝爾蘭的一些名字不詳的高地。兩座港口中間的突出岬角，有著芬羅德（Finrod）所興建的寧瑞斯塔（Barad Nimras）。
貝松巴是兩處港口中較北邊的一個，從那裡出發，有一條道路能通往曾屬特剛治下的凡雅瑪（Vinyarmar）。貝松巴西邊的海角喚作安德拉斯海角（Cape Andras）。而伊葛拉瑞斯特南邊的海角則是稱為拉斯米林（Ras Mewrim）或巴·恩·米爾（Bar-in-Myl），按其名字意思（「海鷗之家」Home of the Gulls），應該是有許多海鷗聚居在那裡。

## 總覽
法拉斯港口是瑟丹及其子民法拉斯瑞姆（Falathrim）的領土，而瑟丹通常都留在伊葛拉瑞斯特。法拉斯瑞姆是當初被邁雅歐希（Ossë）說服留下的精靈，住在貝烈蓋爾海海邊。港口住了許多水手和船匠，他們是第一批的海員和造船者。後來安格班之圍（Siege of Angband）被擊破後，許多精靈為了逃避北方戰火而來到法拉斯的港口。港口淪陷後，倖存的居民逃亡到巴拉爾島（Isle of Balar）與西瑞安河口港（Mouths of Sirion），甚至按照艾德西隆得（Edhellond）建立的其中一個版本，一些法拉斯瑞姆逃到那裡，建立港口。
最初的法拉斯港口比較簡陋，後來諾多族（Noldor）返回中土，芬羅德在法拉斯附近建立納國斯隆德（Nargothrond），並與瑟丹同盟。芬羅德為瑟丹提供許多幫助，修整了法拉斯港口，立起高大的城牆、建立石製的碼頭和防波堤，使貝松巴和伊葛拉瑞斯特變得煥然一新。在兩處港口的精靈經常會開採珍珠，並將它們送給多瑞亞斯（Doriath）作禮物。

## 生平

### 早年
貝松巴與伊葛拉瑞斯特建立於雙樹紀1149年，在烏歐牟（Ulmo）將願意西航的精靈送到維林諾（Valinor）之後。
多瑞亞斯建立後，屬於辛達族分支的法拉斯瑞姆精靈視埃盧·庭葛（Elu Thingol）為最高君王，雙方一直保持聯繫，直至雙樹紀接近結束之時。

### 貝爾蘭戰爭
雙聖樹死亡、黑暗籠罩維林諾之後，魔苟斯逃回中土大陸，並發兵進攻辛達族精靈（Sindar），是為第一次貝爾蘭會戰（First Battle of Beleriand）。西路軍圍困了貝松巴與伊葛拉瑞斯特。庭葛因為兵力不足而無法支援瑟丹，故此瑟丹死守法拉斯，直至諾多族返回中土。費諾（Fëanor）進入中土大陸後，魔苟斯對他發動努因吉利雅斯戰役（Dagor-nuin-Giliath），撤去圍城部隊去攻打諾多族，最終這支敵軍被精靈全殲，法拉斯港口遂脫離困境。
第一紀元52年，納國斯隆德建立。之後芬羅德與瑟丹結盟，幫助瑟丹整修法拉斯港口。在《精靈寶鑽》裡，第四戰役班戈拉赫戰役（Dagor Bragollach）爆發後，芬鞏（Fingon）將他的兒子吉爾加拉德（Gil-galad）送到瑟丹的保護之下。這兩座港口維持和平，直至到第五戰役尼南斯·阿農迪亞德戰役，法拉斯派兵參戰之後。戰後法拉斯瑞姆利用船隻快速襲擊沿岸的敵軍，引起魔苟斯的憤怒和報復。
第五戰役後的翌年冬天（473年），魔苟斯派兵佔領內佛瑞斯特（Nevrast）和希斯隆（Hithlum），然後以極其強大的兵力圍攻貝松巴與伊葛拉瑞斯特。瑟丹與他的子民奮勇抵抗，但最終寡不敵眾而戰敗。港口遭到攻破，在劫掠中兩座城市都被夷為平地，許多精靈都戰死或被擄去作奴隸，只有一部份居民在吉爾加拉德和瑟丹率領下乘船逃走。

### 毀滅以後
戰後，法拉斯港口遭到廢棄，但仍不時成為戰場。魔苟斯恐防瑟丹的部隊乘船突襲沿岸，遂派半獸人進駐海岸，應該也有駐軍在法拉斯港口地帶。
在納國斯隆德選擇公開出戰後，其軍隊曾一度收復法拉斯地區。《中土世界的歷史》版本中的憤怒之戰（War of Wrath）裡，戰爭期間英格威安（Ingwion）率領維拉大軍登陸西貝爾蘭，在伊葛拉瑞斯特發生戰鬥，他逐退了海岸地區的邪惡軍隊。
憤怒之戰後，貝爾蘭毀滅陸沉，貝松巴與伊葛拉瑞斯特也隨之沉落大海之下。

## 資料來源
1. ↑  《中土世界的歷史》 Vol.10《魔苟斯的戒指》 "The Annals of Aman"
2. 1 2 3  《中土世界的歷史》 Vol.11《珠寶之戰》 "The Grey Annals"
3. ↑  Thain's Book: Brithombar & Eglarest 的存檔，存档日期2011-11-07.
4. 1 2  .   [2011-10-29]. （原始内容存档于2020-12-05）.
5. 1 2 3 4  《中土世界的歷史》 Vol.11《珠寶之戰》 "Quendi and Eldar"
6. 1 2  《未完成的故事》 1998年 HarperCollins出版 "Of Tuor and His Coming to Gondolin"
7. ↑  《未完成的故事》 1998年 HarperCollins出版 "History of Galadriel and Celeborn"
8. ↑  《精靈寶鑽》 2002年 聯經初版翻譯 第十章《辛達族精靈》
9. ↑  《精靈寶鑽》 2002年 聯經初版翻譯 第十八章《貝爾蘭的毀滅與芬國昐的殞落》
10. ↑  在《精靈寶鑽》的版本裡，吉爾加拉德為芬鞏之子，但這是早期版本。後來《中土世界的歷史》裡，克里斯多福·托爾金（Christopher Tolkien）表示吉爾加拉德該是歐洛隹斯之子，芬鞏應該是未婚無子。故此吉爾加拉德在後期版本是從納國斯隆德的毀滅中逃脫到西瑞安河口，而非被芬鞏送到海港，亦無參與法拉斯陷落之戰。
11. 1 2 3  《精靈寶鑽》 2002年 聯經初版翻譯 第二十章《第五戰役－－尼南斯·阿農迪亞德》
12. ↑  《精靈寶鑽》 2002年 聯經初版翻譯 第二十一章《圖林·圖倫拔》
13. ↑  《中土世界的歷史》 Vol.5《失落之路》 "The Later Annals of Beleriand"